# Грико Владислав Володимирович
Владислав Володимирович Грико (нар. 25 січня 1997) — український гімнаст. Учасник Олімпійських ігор 2016. Чемпіон Європи в командній першості, призер Всесвітньої Універсіади та Юнацьких Олімпійських ігр. Заслужений майстер спорту України.

## Кар'єра
Почав займатися спортивною гімнастикою в Харкові, Україна, перший тренер — Стомаченко Н. В., Азімов В. Б.

#### 2014

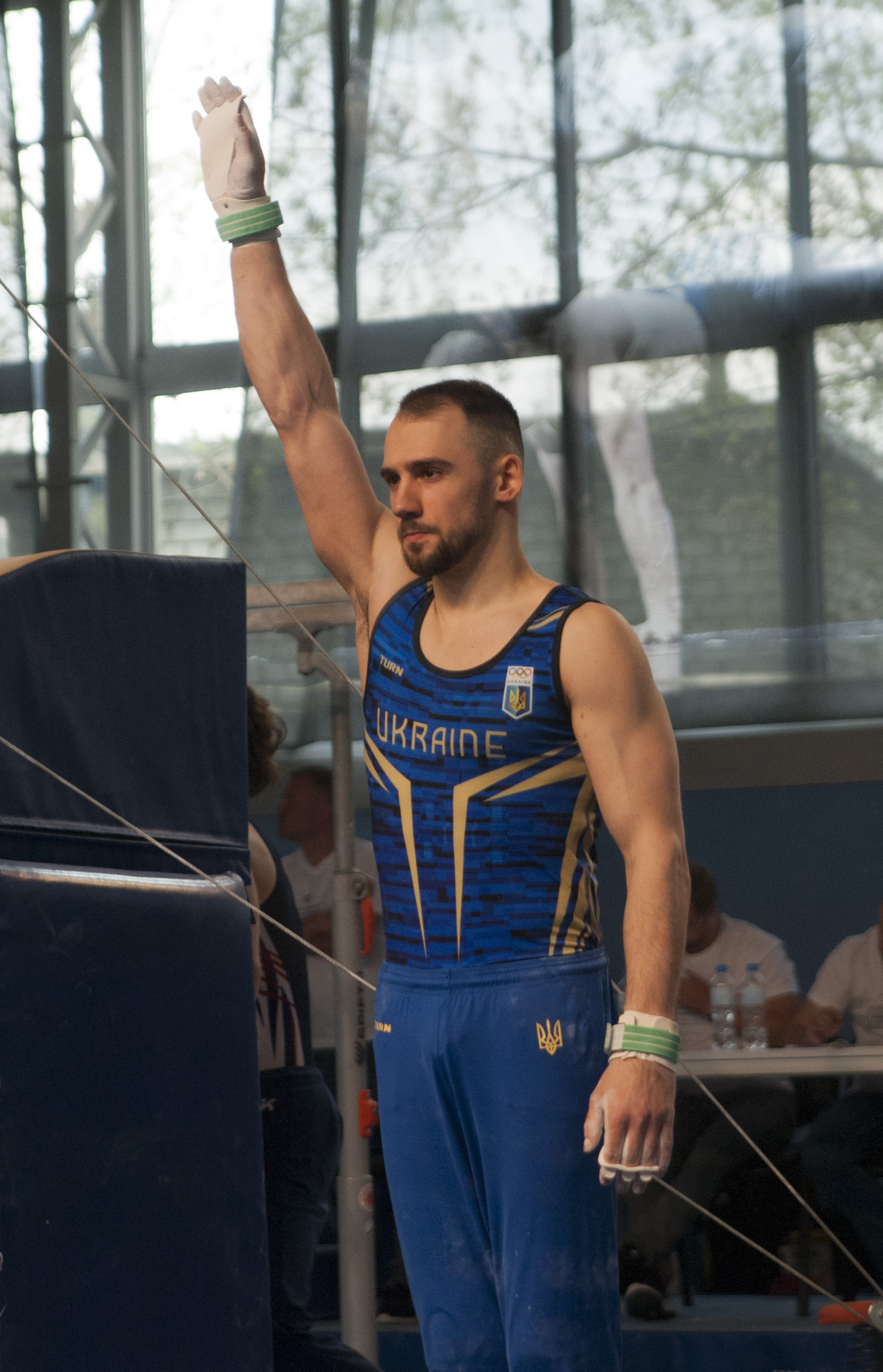

На літніх юнацьких Олімпійських іграх 2014 у Нанкіні, Китай, у фіналі багатоборства посів шосте місце, а у фіналі вправи на коні з 14,150 бала здобув срібну нагороду та у вправі на кільцях з 13,300 бала — бронзову.

#### 2016
У березні на турнірі EnBW DTB Pokal в Штутгарті, Німеччина, в командних змаганнях разом з Олегом Верняєвим, Ігорем Радівіловим, Максимом Семянківим посіли друге місце, поступившись пів бала команді Великої Британії.
У травні на чемпіонаті Європи в Берні, Швейцарія, разом з Олегом Верняєвим, Ігорем Радівіловим, Максимом Семянківим, Іллєю Єгоровим в командних змаганнях зупинилися за крок від п'єдесталу, посівши четверте місце.
На Олімпійських іграх 2016 в Ріо-де-Жанейро, Бразилія, в командних змаганнях разом з Олегом Верняєвим, Ігорем Радівіловим, Максимом Семянківим та Андрієм Сенічкіним посіли восьме місце.

#### 2017
На чемпіонаті України в Кропивницькому здобув бронзу в багатоборстві, а також срібло на коні та бронзу на паралельних брусах.
На літній Універсіаді 2017 в Тайбеї разом з Олегом Верняєвим, Ігорем Радівіловим, Петром Пахнюком та Владиславом Грико здобув срібну нагороду в командній першості.
На кубку України в Києві в багатоборстві зупинився за крок до п'єдесталу, виборовши золото у брусах, срібло на коні, а також бронзові нагороди у вправах на кільцях, у вільних вправах, поперечині та командних змаганнях.

#### 2018
На кубку України зі спортивної гімнастики в Києві здобув перемогу у вправах на брусах, став другим у вільних вправах, коні та кільцях, а також бронзову нагороду на поперечині.
На чемпіонаті світу в Досі, Катар, разом з Ігорем Радівіловим, Петром Пахнюком, Олегом Верняєвим та Максимом Василенко в командних змаганнях посіли дев'яте місце, що забезпечило команді право позмагатися за олімпійську ліцензію в команді на наступному чемпіонаті світу.
На Меморіалі Блюма, що проходив у Барселоні, Іспанія, в грудні у багатоборстві посів четверте місце, а у вправі на коні з сумою 13,700 бала виборов срібну нагороду та в опорному стрибку — бронзову нагороду.

#### 2019
На традиційному турнірі зі спортивної гімнастики на призи дворазового олімпійського чемпіона Валерія Люкіна в США з сумою 80,900 бала посів шосте місце в багатоборстві та здобув бронзову нагороду у вправі на коні (13,850 бала).
На Універсіаді в Неаполі, Італія, у фіналі багатоборства посів восьме місце.
У вересні 2019 на етапі кубку світу в Парижі, Франція, п'яте місце на брусах.
На чемпіонаті світу в Штутгарті, Німеччина, разом Ігорем Радівіловим, Петром Пахнюком, Олегом Верняєвим, Євгеном Юденковим та Максимом Василенко (запасний) в командних змаганнях посіли восьме місце та здобули олімпійську ліцензію в команді на Олімпійські ігри в Токіо.

#### 2020
У грудні під час пандемії коронавірусу в грудні на Чемпіонаті Європи в Мерсіні, Туреччина, разом з Петром Пахнюком, Ігорем Радівіловим, Євгеном Юденковим та Романом Ващенко здобув історичну для збірної України перемогу в командній першості з результатом 248,963 бала. У фіналі опорних вправ посів п'яте місце.

#### 2021
20 лютого був прооперований після розриву передньої хрестоподібної зв'язки та заднього меніску.

## Результати на турнірах
| Рік  | Змагання                            | КБ | ІБ | Вільні вправи | Кінь | Кільця | Опорний стрибок | Паралельні бруси | Перекладина |
| ---- | ----------------------------------- | -- | -- | ------------- | ---- | ------ | --------------- | ---------------- | ----------- |
| 2020 | Відкритий чемпіонат м. Києва        |    | 2  |               |      |        |                 |                  |             |
| 2020 | Чемпіонат України, м. Кропивницький |    | 3  | 2             | 4    |        |                 | 4                | 1           |
| 2020 | UKRAINE INTERNATIONAL CUP           | *  | 3  | 2             |      |        |                 |                  |             |
| 2020 | Кубок виклику в Сомбатгеї           |    |    |               |      |        |                 |                  | 4           |
| 2020 | Чемпіонат Європи                    | 1  |    | 5             |      |        |                 |                  |             |
| 2024 | AGF TROPHY, м. Баку                 |    | 2  |               | 3    | 2      |                 | 2                | 3           |
| 2024 | Кубок України, м.Кропивницький      |    | 1  | 3             | 1    |        |                 | 1                |             |
| 2024 | Чемпіонат України                   |    | 2  | 3             |      | 2      |                 |                  | 1           |

*змішана команда

## Виступи на Олімпіадах
| Олімпіада | Дисципліна        | Місце |
| --------- | ----------------- | ----- |
| Ріо 2016  | командна першість | 8     |